# Луиджи Рива
Луиджи Рива (на италиански: Luigi Riva), по-известен като Джиджи Рива, е италиански футболист-национал, нападател. Голмайстор №1 за всички времена за националния отбор на Италия.

## Биография
Роден е на 7 ноември 1944 г. в малкото градче Леджуно, близо до Милано. През 1962 г. е футболист на „ФК Леняно“. През следващия сезон преминава във „ФК Каляри“, където остава до края на своята кариера, въпреки постъпили предложения от по-големи клубове.
Дебютира в първенството за „ФК Каляри“ на 13 септември 1964 г., когато отборът му губи от „Рома“ с 1-2. Става голмайстор №1 на Серия А три пъти, през 1967, 1969 и 1970 г. През 1970 г. става шампион на Италия.
На 27 юни 1965 г. дебютира за „Скуадра адзура“ срещу Унгария (1-2). На него принадлежи рекордът за най-много голове за Италия - 35, отбелязани само в 42 мача. През 1968 г. става европейски шампион. На Световното първенство по футбол в Мексико през 1970 г. става световен вицешампион след загуба от Бразилия с 1-4 на финала. На това първенство става голмайстор за Италия, отбелязвайки много важен гол в продълженията срещу ФРГ.
През 1973 г. отказва оферта от „Ювентус“ за 3,5 млн. евро. Година по-късно, на Световното първенство през 1974 г., разочарова с играта си и не играе в последния мач срещу Полша.
През 1976 г. получава тежка контузия и след неуспешни опити да продължи активната си състезателна кариера се оттегля от футбола през 1978 г. Изиграва 338 мача в Серия А, отбелязвайки 170 гола. По-късно работи като треньор.
Умира на 23 януари 2024 в кардиологичното отделение на болница „Броцу“ в Каляри, на 79 годишна възраст, вследствие на проблеми със сърцето.

## Любопитно
Известно е, че Луиджи Рива е притежавал невероятно силен шут. На една от тренировките на Националния Отбор на Италия, той овладява топката минава двама съперника. Озавава се очи в очи с вратаря, шутира мощно топка и гол. Но тя не се озовава във вратата, а е скъсала мрежата и нокаутирала един от малчуганите, които гонят топките. Той се оказва със счупен нос, а според някои експерти кълбото, отправено от Луиджи Рива, е летяло с около 120 км/ч.

## Клубове
- 1962-1963: „ФК Леджуно“
- 1963-1978: „ФК Каляри“

## Успехи
- Шампион на Италия ФК Каляри през 1969/70